# Next Friday
Next Friday è un film statunitense del 2000 diretto da Steve Carr.
È il sequel del film Ci vediamo venerdì (Friday) del 1995 diretto da F. Gary Gray ed è seguito da Friday After Next (2002) diretto da Marcus Raboy.

## Trama
Template:Il continuo di friday 1995